# KK Šentjur
O Košarkarski Klub Šentjur (em português:  Šentjur Basquetebol Clube), conhecido também como Tajfun Šentjur por motivos de patrocinadores, é um clube de basquetebol baseado em  Šentjur, Eslovênia que atualmente disputa a 1.SKL e a Copa Alpe Ádria. Manda seus jogos no Ginásio OŠ Hruševec com capacidade para 700 espectadores.

## Histórico de Temporadas
| Temporada | Nível | Liga  | Pos. | J     | PL  | Resultado         | Copa Eslovena | Competições internacionais |
| --------- | ----- | ----- | ---- | ----- | --- | ----------------- | ------------- | -------------------------- |
| 2011-12   | 1     | 1.SKL | 6    | 0-10  |     |                   | Semifinais    |                            |
| 2012-13   | 1     | 1.SKL | 6    | 3-7   |     |                   |               |                            |
| 2013-14   | 1     | 1.SKL | 10   | 5-14  |     |                   |               |                            |
| 2014-15   | 1     | 1.SKL | 5    | 3-7   | 7-1 | Campeão           | Semifinalista |                            |
| 2015-16   | 1     | 1.SKL | 8    | 2-8   | 1-2 | Quartas de finais | Semifinalista | R Liga Adriática RE        |
| 2015-16   | 1     | 1.SKL | 8    | 2-8   | 1-2 | Quartas de finais | Semifinalista | 3 FIBA Copa Europeia TR    |
| 2016-17   | 1     | 1.SKL | 8    | 10-12 |     |                   |               | R Alpe Ádria TR            |
| 2017-18   | 1     | 1.SKL |      |       |     |                   |               | R Alpe Ádria TR            |

fonte:eurobasket.com

## Títulos

### Competições domésticas
- Liga Eslovena

Campeões (1): 2014-15
- Supercopa da Eslovênia

Campeões (1): 2016